# Budapanahalli, Byadgi
Budapanahalli là một làng thuộc tehsil Byadgi, huyện Haveri, bang Karnataka, Ấn Độ.